# Dicaeum ignipectum
Dicaeum ignipectum là một loài chim trong họ Dicaeidae.